# Cruel (Toto)
Cruel è una canzone della rock band Toto, ultimo singolo estratto dall'album Mindfields.

## Informazioni
La canzone fu scritta da Steve Lukather, Bobby Kimball e Simon Phillips, ebbe un buon successo come singolo posizionandosi al quarantesimo posto nella Billboard Hot 100. La strumentazione segue lo stile Fusion della band, unito al sound rock. Qualcuno considera il brano la Rosanna di fine anni novanta.

## Videoclip
Il video musicale ritrae la band in un live a Yokohama in Giappone, alternata da dei riquadri tondi in cui appaiono le scene di famosi film e cartoni animati in bianco e nero, tra questi Stanlio e Ollio e le prime apparizioni alla televisione di Topolino negli anni cinquanta. Essendo una vera e propria esibizione live il brano invece che durare cinque minuti e cinquantotto secondi dura sette minuti e tre. Per quanto riguarda la musica l'assolo di chitarra è molto più diverso e improvvisato rispetto all'assolo registrato in studio, difatti Steve Lukather, durante i live è anche famoso per aver sempre improvvisato la maggior parte degli assoli, anziché suonare quelli registrati in studio.

## Tracce
1. Cruel
2. Better World

## Formazione
- Bobby Kimball - voce primaria
- Richard Page - voce secondaria
- Steve Lukather - chitarra elettrica e voce secondaria
- David Paich - tastiera e voce secondaria
- Mike Porcaro - basso elettrico
- Simon Phillips - percussioni